# Użmauda
Użmauda – wieś położona w Polsce, w woj. podlaskim, w pow. suwalskim w gminie Wiżajny, na granicy z woj. warmińsko-mazurskim. 
W latach 1975–1998 miejscowość administracyjnie należała do województwa suwalskiego.
Nazwa miejscowości najprawdopodobniej pochodzenia litewskiego od słów malda - modlitwa, oraz uż - za. Liczy ona 24 mieszkańców zamieszkałych w sześciu gospodarstwach rolnych. Oprócz rolnictwa, w miejscowości rozwija się agroturystyka. Posiada walory turystyczne i krajoznawcze. Przez wieś przebiegają piesze szlaki turystyczne oraz szlaki rowerowe.
Na północ od wsi leży Jezioro Mauda.